# ويزلي ديوك
ويزلي ديوك (بالإنجليزية: Wesley Duke)‏ هو لاعب كرة قدم أمريكية أمريكي، ولد في 21 يونيو 1981 في غراند براري في الولايات المتحدة.